# リド・ピミエンタ
リド・ピミエンタ（Lido Pimienta、1986年 - ）は、コロンビア出身のミュージシャン。

## 差別論争
2017年10月19日、カナダの音楽フェス「Halifax Pop Explosion」のステージ上の言動(観客の中で"brown girls"を前に呼んだ)が逆差別ではないかと論争を呼んだ。

## 私生活
ピミエンタはクィアと自認している。 彼女はアフリカ系コロンビア人と先住民族の両方を名乗り、母方にはワユー民族の祖先がいる。

## ディスコグラフィ
スタジオ・アルバム
- Color (2010年)
- La Papessa (2016年)
- Miss Colombia (2020年)